# Amantes da realeza inglesa

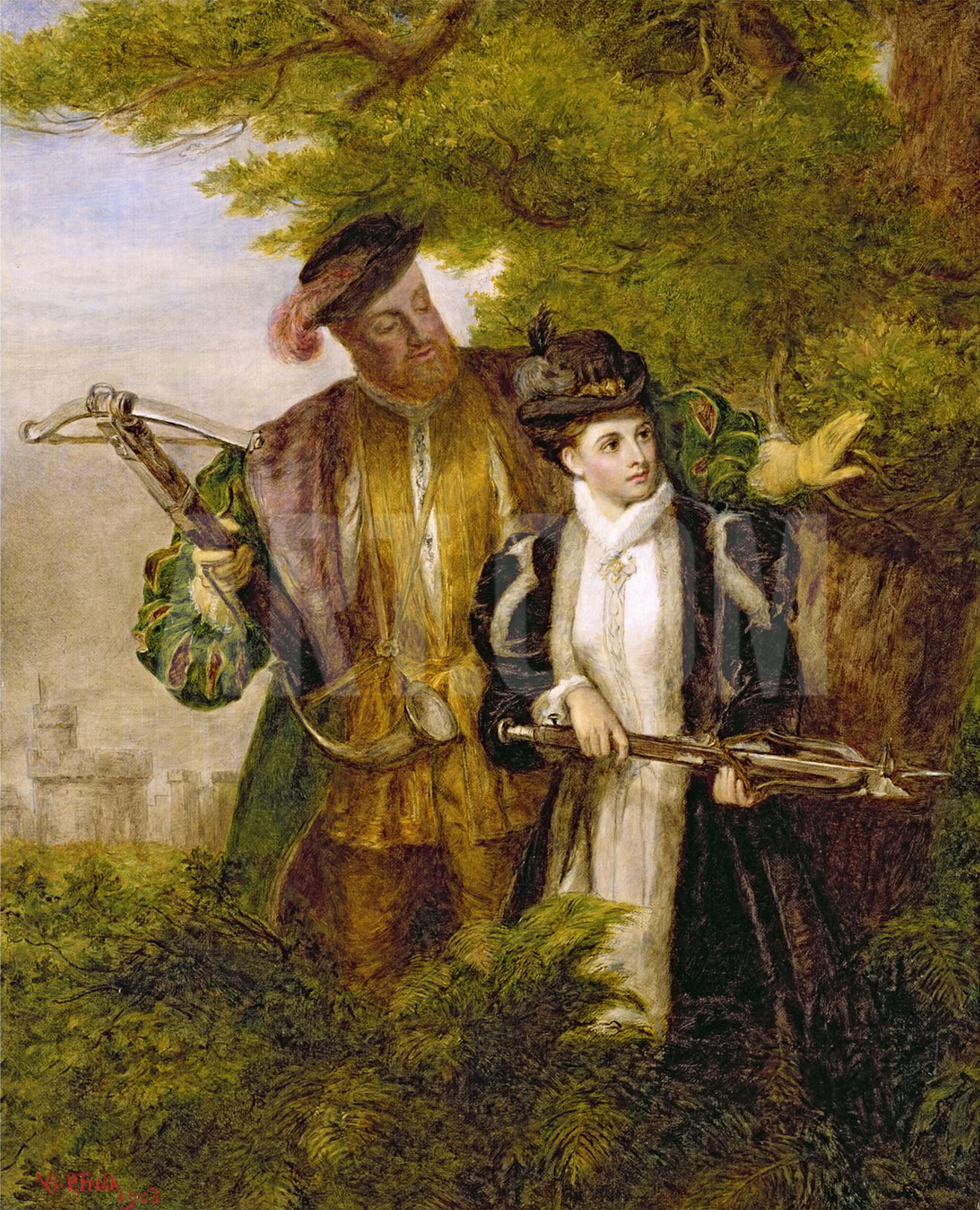
Uma pintura do início do século XX, retratando Ana Bolena em uma caçada com o rei Henrique VIII

Essa é uma lista de amantes da realeza do Reino da Inglaterra (c. 927 – 1707). Estão listados amantes reais de monarcas ingleses histórico e bibliograficamente conhecidos. Embora geralmente usado para fazer referência a mulheres, o termo pode englobar qualquer amante do monarca, seja homem ou mulher.
Os monarcas ingleses tinham um incentivo para ter amantes, pois geralmente casavam-se por conveniência e, muitas vezes, sem amor. Além do relacionamento físico, a amante real frequentemente exercia uma profunda influência sobre o rei, estendendo-se até mesmo aos assuntos de Estado. Seu relacionamento com a rainha consorte podia ser tenso, embora geralmente as rainhas apresentavam-se como indiferentes ao assunto. Para amantes reais posteriores ao reinado de Guilherme III, veja Amantes da realeza britânica.

## Lista de amantes reais

### Henrique I de Inglaterra
| Nome           | Imagem | Nota | Referência |
| -------------- | ------ | --- | ---------- |
| Sybille Corbet |        | Corbet foi uma das sucessivas amantes do rei Henrique I, sendo, todavia, a única historicamente fundamentada. O relacionamento entre Corbet e o rei perdurou por mais de treze anos e pode ter produzido até cinco filhos. Conhecidamente, Henrique I gerou pelo menos 24 filhos ilegítimos, mais do que qualquer outro rei da Inglaterra. | [ 3 ]      |

### Henrique II de Inglaterra
| Nome              | Imagem | Nota | Referência  |
| ----------------- | ------ | --- | ----------- |
| Rosamund Clifford |        | Muitas vezes chamada de "Bela Rosamund" ou "Rosa do Mundo", foi famosa por sua beleza e pelo seu caso amoroso com o rei Henrique II de Inglaterra, sendo por isso muito famosa nas lendas inglesas. Há rumores de que Rosamund foi envenenada pela esposa de Henrique II, a rainha Leonor da Aquitânia, em algumas lendas. Ainda não se sabe se o caso amoroso entre Rosamund e Henrique II gerou filhos. A questão é complicada pela dificuldade de separar os fatos da vida de Rosamund da profusão de lendas em torno dela e de seus supostos filhos. Muitos historiadores acham que Rosamund provavelmente deu ao rei apenas um filho, mas não é possível identificá-lo ou até mesmo dar uma data específica do seu nascimento. Alguns escritores modernos concordam que Rosamund não teve filhos. Isso pode significar tanto que ela não pariu, ou que nenhum de seus filhos sobreviveu por muito tempo. | [ 4 ]       |
| Ida de Tosny      |        | Tosny foi uma pupila real (quando uma criança de uma família na Inglaterra ou no País de Gales cujas terras eram mantidas pelo serviço dos cavaleiros ficava órfã quando ainda menor, ele ou ela tornava-se pupilo real. Até a criança atingir a maioridade, a Coroa, como guardiã, tinha direitos sobre o casamento e a educação da ala e administrava as propriedades) que tornou-se amante do rei Henrique II, sendo mãe de um de seus filhos ilegítimos, William Longespée, 3.º Conde de Salisbury. Tosny não foi a primeira pupila real inglesa a ser tomada como amante real. Aparentemente uma pupila do rei Henrique I também tornou-se amante dele e foi mãe um de seus filhos. | [ 5 ] [ 6 ] |

### Eduardo II de Inglaterra
| Nome                    | Imagem | Nota | Referência                      |
| ----------------------- | ------ | --- | ------------------------------- |
| Piers Gaveston          |        | Ainda jovem, Gaveston causou boa impressão no rei Eduardo I, que o designou para a corte do filho, o futuro Eduardo II. A parcialidade do príncipe por Gaveston era tão extravagante que Eduardo I enviou Gaveston para o exílio, mas ele foi chamado de volta alguns meses depois, após a morte de Eduardo I e ascensão de Eduardo II. Eduardo concedeu o Condado da Cornualha a Gaveston e arranjou para que ele se casasse com uma princesa inglesa, Margaret de Clare. O acesso exclusivo de Gaveston ao rei provocou revolta de vários membros da nobreza e, em 1308, o rei novamente decidiu mandá-lo para o exílio. Em 1312 foi considerado necessário tomar medidas mais drásticas e Gaveston foi assassinado por Tomás de Lancaster, um dos primos do rei. Foi sugerido por cronistas medievais, e foi alegado por alguns historiadores modernos, que o relacionamento entre Gaveston e Eduardo era sim sexual. Os Annales Paulini afirmam que Eduardo amava Gaveston "além da medida", enquanto a Crônica de Lanercost diz que a intimidade entre eles era "indevida". John Boswell em Christianity, Social Tolerance, and Homosexuality chama Gaveston de amante de Eduardo, e escreve que há pouca dúvida "de que a esposa [de Eduardo] e os barões da Inglaterra eram violentamente hostis às inclinações sexuais do rei, embora ele tenha cumprido mais do que seus deveres reais ao gerar quatro filhos com a rainha". Cronistas contemporâneos eram geralmente negativos em suas atitudes em relação a Gaveston, culpando o favorito real por muitos dos problemas do reinado. Gaveston foi acusado de vários crimes como drenar o tesouro, orquestrar a prisão do tesoureiro real e encher a corte com estrangeiros. Na cultura popular moderna, Gaveston foi retratado de várias maneiras. No filme Edward II de Derek Jarman de 1991, baseado na peça de Christopher Marlowe, Edward e Gaveston são apresentados como vítimas de homofobia e preconceito. | [ 7 ] [ 8 ] [ 9 ] [ 10 ] [ 11 ] |
| Hugo Despenser, o Jovem |        | Descrito como um "sodomita" desde a chegada sua à corte, Despenser tornou-se o favorito de Eduardo II, depois da rainha Isabel afastar Gaviston, e exercia enorme influência sobre ao rei. A rainha Isabel nutria uma antipatia especial contra Despenser e, assustada com o seu poder, refugiou-se com seu filho, o futuro rei Eduardo III, na França sob a proteção de seu pai, Felipe IV. Durante esse tempo ela formou uma ligação com Roger Mortimer, que viria a ser seu amante, e começou a planejar uma invasão. Com o apoio de Mortimer, a rainha invadiu a Inglaterra em outubro de 1326. O rei Eduardo II foi colocado em cativeiro e, mais tarde, forçado a abdicar em favor de seu filho. Despenser foi levado a julgamento, enforcado e esquartejado. | [ 12 ] [ 13 ]                   |

### Eduardo IV de Inglaterra
| Nome           | Imagem | Nota | Referência                  |
| -------------- | ------ | --- | --------------------------- |
| Jane Shore     |        | De acordo com registros de patentes de 4 de dezembro de 1476, Shore começou sua ligação com Eduardo IV neste mesmo ano, logo após o rei retornar da França. Ela possuía uma grande influência sobre o rei, mas aparentemente não usou-a para seu próprio ganho pessoal. Shore, de acordo com os registros oficiais, não foi regada com presentes, ao contrário de muitas outras mulheres que relacionaram-se com o rei. O relacionamento deles durou até a morte de Eduardo em 1483. Durante o reinado de Ricardo III, Shore foi acusada de levar mensagens entre William Hastings (inimigo político de Ricardo) e a viúva de Eduardo IV, Isabel Woodville. A punição de Shore incluía penitência pública por comportamento promíscuo. Ela, portanto, andou de chemise, quase nua, pelas ruas de Londres com uma vela fina na mão, atraindo muita atenção masculina ao longo do caminho. | [ 14 ] [ 15 ] [ 16 ] [ 17 ] |
| Elizabeth Lucy |        | A biografia de Lucy permanece obscura. Thomas More a chama de "dama" Elizabeth, recordando-a como uma garota ingênua seduzida por Eduardo IV. Ele afirma que a mãe do rei, Cecília Neville, enfurecida pelo casamento do filho com Elizabeth Woodville, declarou que Lucy estava legalmente noiva dele, o que ela negou. A relação de Lucy com o rei gerou filhos, incluindo Arthur Plantagenet, 1.º Visconde Lisle. | [ 18 ] [ 19 ] [ 20 ]        |

### Henrique VIII de Inglaterra
| Nome             | Imagem | Nota | Referência           |
| ---------------- | ------ | --- | -------------------- |
| Elizabeth Blount |        | Ainda jovem, Elizabeth chegou a corte inglesa, onde foi dama de honra da esposa do rei, Catarina de Aragão. Foi assim que se aproximou e tornou-se de Henrique VIII por volta de 1514. O seu relacionamento durou algum tempo, em comparação com outros relacionamentos do rei, que foram geralmente de curta duração. Em 15 de junho de 1519, ela deu à luz um filho ilegítimo do rei, chamado Henry Fitzroy, mais tarde foi intitulado "Duque de Richmond e Somerset". Ele foi o único filho ilegítimo que o rei Henrique VIII reconheceu. | [ 21 ] [ 22 ] [ 23 ] |
| Maria Bolena     |        | O primeiro encontro entre Maria e Henrique VIII ainda é motivo de debate, mas a versão mais aceita é que ela, na altura casada com William Carey, conheceu o rei durante um baile de máscaras na corte, no qual dançaram juntos. Pouco tempo depois, Maria foi instruída pela família a corresponder aos avanços do Henrique, que convidou-a para seus aposentos. Dessa relação supostamente resultaram dois filhos, Catarina e Henrique, aos quais foi atribuído o sobrenome Carey devido ao casamento de Maria com William ainda em vigor. | [ 24 ] [ 25 ]        |
| Ana Bolena       |        | Irmã de Maria Bolena (acima), foi educada na França e voltou para a corte inglesa em 1522. Dois anos mais tarde, apaixonou-se por Henrique VIII. A princípio, Ana resistiu às tentativas do rei em seduzi-la e torná-la sua amante, como sua irmã havia sido. Henrique VIII anulou seu casamento com Catarina de Aragão para que se pudesse casar com Ana Bolena. Quando se tornou claro que o Papa Clemente VII não aprovaria o divórcio iniciou-se a ruptura religiosa entre a Inglaterra e a Igreja Católica Romana, resultando na criação da Igreja Anglicana. Em 25 de janeiro de 1533, Ana e Henrique VIII casaram-se; dessa união nasceu a futura rainha Elizabeth I. Mais tarde, Ana foi acusada de traição e executada. | [ 26 ] [ 27 ]        |

### Jaime I de Inglaterra
| Nome            | Imagem | Nota | Referência                                       |
| --------------- | ------ | --- | ------------------------------------------------ |
| Esmé Stewart    |        | Durante toda sua vida Jaime I teve relações próximas com cortesãos masculinos, causando debate entre os historiadores sobre suas naturezas. Stewart conheceu seu primo Jaime quando da entrada formal dele em Edimburgo. Tendo chegado da França, Stewart era um visitante exótico que fascinou o jovem Jaime e ambos se tornaram extremamente próximos; Jaime primeiro fez de Esmé um Cavalheiro do Quarto de Dormir. Mais tarde, ele o nomeou para o Conselho Privado e o criou conde e finalmente "Duque de Lennox". Lennox foi potencialmente capaz de interessar Jaime na religião católica e efetuar mudanças culturais na corte, controlando o acesso ao quarto de dormir de Jaime. Sob a influência de Lennox, Jaime adquiriu um novo guarda-roupa, aprendeu a dançar, e praticou exercícios de equitação cortesãos de inspiração francesa. O clero escocês permaneceu desconfiado de Lennox após sua conversão pública e ficou alarmado quando ele fez com que o conde de Morton fosse julgado e decapitado sob acusações de traição. Em resposta, os nobres escoceses conspiraram para expulsar Lennox. Eles o fizeram atraindo Jaime para o Castelo Huntingtower como um convidado, mas então o mantiveram como prisioneiro por dez meses; os lordes então o forçaram a banir Lennox para a França. Jaime ficou devastado pela perda de Lennox; ele havia repetidamente garantido a sinceridade religiosa de Lennox e o homenageou em um poema chamado Ane Tragedie of the Phoenix, que o comparava a um pássaro exótico de beleza única morto pela inveja. | [ 28 ] [ 29 ] [ 30 ] [ 31 ] [ 32 ] [ 33 ] [ 32 ] |
| Richard Preston |        | Companheiro de Jaime desde a infância, atuou como pajem na corte escocesa. Como pajem, Preston ganhou o favor especial do rei nas décadas de 1580 ou 1590, após a partida de Lennox. Quando Jaime ascendeu ao trono inglês como "Jaime I" em 1603, Preston o acompanhou à Inglaterra e foi nomeado cavaleiro na coroação do rei. Ele então foi feito um mordomo da câmara privada. Em 1607, Preston foi nomeado Condestável do Castelo de Dingwall na Escócia. Ele comprou a baronia de Dingwall e em 8 de junho de 1609 o rei o criou "Lorde Dingwall". A proximidade de Preston com o rei e a profusão de honras que o rei lhe concedeu criaram fofocas sobre o relacionamento deles. Um emblema produzido pelo gravador Henry Peacham pode ridicularizar secretamente Preston pela maneira como ele ganhou suas honras por meio do favor do rei, em vez de conquistas pessoais, e insinuar sobre seu envolvimento na "libertinagem, efeminação e desejo pelo mesmo sexo" que se pensava estar na corte de Jaime. A relação de Lorde Dingwall e Jaime esfriou quando o rei conheceu Robert Carr, que se tornou seu favorito e parece ter suplantado Dingwall. | [ 34 ] [ 35 ] [ 36 ] [ 37 ]                      |
| Anne Murray     |        | Há algumas evidências de um relacionamento entre Jaime e Anne Murray, mais tarde Lady Glamis. As evidências compreendem uma carta, datada de 10 de maio de 1595, para Lorde Burghley, na qual Sir John Carey escreveu sobre uma "bela amante Anne Murray, a amante do rei", e um poema composto por Jaime intitulado A Dream on his Mistress my Ladie Glammes (Um sonho sobre sua amante, minha senhora Glammes), que se acredita ser sobre Murray, no qual Jaime chama Glamis de "minha amante e meu amor". Mas historiadores contestam o status de vínculo carnal da relação entre Murray e Jaime, acreditando que a potencial amante fosse "um exercício de manipulação política" para desviar os rumores de que Jaime era um "sodomita": Murray chegou quase na mesma época em que circulavam rumores de que o rei não havia concebido um filho com sua esposa porque se sentia atraído por homens e não por mulheres. | [ 38 ] [ 39 ] [ 40 ] [ 41 ]                      |
| Robert Carr     |        | Em 1607, durante uma justa num torneio real, Carr, de 20 anos, foi derrubado do cavalo e quebrou a perna. De acordo com Thomas Howard, 1.º Conde de Suffolk, Jaime se apaixonou pelo jovem e, com o passar dos anos, encheu Carr de presentes. Carr foi feito um Cavalheiro do Quarto de Dormir e era conhecido por sua bela aparência, bem como por sua inteligência limitada; ele também foi feito um Cavaleiro da Ordem da Jarreteira, um Conselheiro Privado e "Visconde Rochester". O início da perda de seu favoritismo aconteceu depois que Carr se envolver com Frances Howard, uma bela jovem mulher casada. A pedido de Rochester, Jaime reuniu uma corte de bispos que permitiu Howard divorciar-se do marido para se casar com Carr. Como presente de casamento, Carr foi criado "Conde de Somerset". A queda do favorito deu-se a partir de um escândalo público estourou quando a nova esposa de Somerset foi acusada de envenenar Sir Thomas Overbury. Embora Somerset se recusasse a admitir qualquer culpa, sua esposa confessou, e ambos foram condenados à morte. O rei comutou a sentença. No entanto, eles foram presos na Torre de Londres por sete anos, após os quais foram perdoados e autorizados a se retirar para uma propriedade rural. | [ 42 ] [ 43 ] [ 32 ] [ 44 ]                      |
| George Villiers |        | Villiers foi o último de uma sucessão de belos jovens favoritos a quem o rei esbanjou afeição e patrocínio. O par era frequentemente acusado de sodomia e a maioria dos historiadores contemporâneos acreditam que o relacionamento era de natureza sexual. A influência de Villiers estendia-se além da alcova real, ele desempenhava um papel significativo em assuntos políticos e militares, incluindo a negociação de casamentos reais e a liderança de expedições militares. Seu mandato como Lorde do Alto Almirantado e Ministro das Relações Exteriores, de fato, foi marcado por uma série de campanhas militares fracassadas, como a malfadada expedição de Cádiz (1625), que prejudicou sua reputação e imagem pública. Villiers, intitulado "Duque de Buckingham" por Jaime I, foi assassinado em 1628, já no reinado de Carlos I, por John Felton, um oficial do exército descontente com o fracasso da ofensiva militar conduzida por Buckingham contra a Espanha. | [ 45 ] [ 46 ] [ 47 ]                             |

### Ruperto, Duque de Cumberland
| Nome            | Imagem | Nota | Referência           |
| --------------- | ------ | --- | -------------------- |
| Frances Bard    |        | Príncipe alemão do Palatinado por nascimento e elevado a membro da família real inglesa com o título de "Duque de Cumberland", Ruperto se envolveu romanticamente com Frances Bard, filha do explorador inglês e veterano da Guerra Civil Inglesa Henry Bard. Frances alegou ter se casado secretamente com Ruperto em 1664, embora isso tenha sido negado por ele e não exista nenhuma prova concreta para sustentar a alegação. Ruperto reconheceu o filho que teve com Frances, Dudley Bard (1666–86), frequentemente chamado de "Dudley Rupert". Em 1673, Ruperto foi coagido por seu irmão a voltar para a Alemanha, se casar com uma princesa e gerar um herdeiro para o Palatinado. Ruperto recusou e permaneceu na Inglaterra. Ele e Frances foram amantes até o final da década de 1660, quando Ruperto voltou sua atenção para a atriz Margaret Hughes (abaixo).       | [ 48 ] [ 49 ] [ 50 ] |
| Margaret Hughes |        | Atriz inglesa, Ruperto se apaixonou por Hughes perto do fim da vida, no final da década de 1660. Nesse ínterim, Hughes também estava envolvida romanticamente com o rei Carlos II. Ruperto e Hughes rapidamente se tornaram amantes e ela foi agraciada com uma posição na Corte inglesa, no Teatro Real (em 1669) e recebia uma pensão do duque. Apesar de ter sido encorajado a fazê-lo, Ruperto não se casou com Hughes, mas reconheceu sua filha Ruperta. Hughes viveu um estilo de vida extravagante durante a década de 1670, gastando em jogos de azar e joias. Ruperto deu a ela pelo menos £20.000 em joias durante seu relacionamento, incluindo vários itens da Coleção Real do Palatinado. Eles permaneceram juntos até a morte de Ruperto em 1682; o duque deixou a maior parte de sua propriedade, no valor de cerca de £12.000, igualmente para Hughes e Ruperta. | [ 51 ] [ 52 ] [ 53 ] |

### Carlos II de Inglaterra
| Nome                 | Imagem | Nota | Referência                  |
| -------------------- | ------ | --- | --------------------------- |
| Lucy Walter          |        | Foi a primeira amante do rei Carlos II e mãe de seu filho, Jaime Scott, 1.º Duque de Monmouth. Durante a Crise da Exclusão, uma facção protestante queria fazer de seu filho o herdeiro do trono, alimentada pelo rumor de que o rei poderia ter se casado com Lucy, uma alegação que ele negou. | [ 54 ] [ 55 ]               |
| Hortênsia Mancini    |        | Sobrinha do poderoso Cardeal Mazarino, primeiro-ministro da França durante o reinado de Luís XIV, Hortênsia foi o primeiro amor de Carlos enquanto ele estava exilado. Considerada a mulher mais bela do século XVII, ela foi pedida em casamento por Carlos em 1659, mas seu tio julgou melhor não aceitar a oferta de um rei exilado com poucas perspectivas. Mazarino percebeu seu erro quando Carlos foi reestaurado como rei da Inglaterra apenas alguns meses depois. Mais tarde, quando Mancini fugiu do marido agressivo, o rei Carlos II acolhe-a com boa vontade na corte inglesa e lhe concede uma pensão de quatro mil libras esterlinas. Nesse interím, Mancini teria provavelmente substituído a duquesa de Portsmouth como amante do monarca inglês. Bissexual, Mancini era adepta do travestismo e também chegou a ser amante de uma filha bastarda do próprio Carlos, Anne Lennard, Condessa de Sussex. | [ 56 ] [ 57 ]               |
| Elizabeth Killigrew  |        | Elizabeth juntou-se à corte inglesa no exílio na França da rainha Henriqueta Maria como dama de honra – onde se tornou uma das muitas amantes do filho da rainha, o futuro rei Carlos II. Eles tiveram uma filha, Charlotte Jemia Henrietta Maria FitzRoy, nascida no exílio em 1650. Em 1660, ano em que Carlos foi restaurado ao trono como Carlos II, o marido de Elizabeth Killigrew foi elevado à nobreza irlandesa como "Visconde Shannon". Sua filha Charlotte se casou primeiramente com o dramaturgo James Howard e em 1672 se casou novamente com William Paston, filho do conde de Yarmouth. | [ 58 ] [ 59 ] [ 60 ]        |
| Catherine Pegge      |        | Foi uma amante de longa data de Carlos II, que conheceu ainda no exílio. Ela teve dois filhos com ele, Carlos FitzCharles, 1.º Conde de Plymouth e Catherine FitzCharles. | [ 61 ] [ 62 ]               |
| Winifred Wells       |        | Membro da família Wells, monarquistas convictos durante a Guerra Civil Inglesa, ela chegou à corte no início do reinado do rei Carlos II, e foi uma das primeiras damas de honra da rainha Catarina. Ela se tornou amante do rei em algum momento de 1662. Samuel Pepys refere-se a ela como amante do rei em seu diário, e ela também aparece nas famosas Mémoirs de Philibert de Gramont. | [ 63 ]                      |
| Barbara Villiers     |        | Barbara tornou-se amante de Carlos II em 1660, enquanto o rei estava ainda em exílio. Como uma recompensa por seus serviços, o rei titulou Roger Palmer, seu marido, "Barão Limerick" e "Conde de Castlemaine" no ano seguinte. Dos seis filhos de Barbara, cinco foram reconhecidos por Carlos como seus. Barbara é, através do filho Henry, ancestral de Diana, Princesa de Gales. | [ 64 ]                      |
| Moll Davis           |        | Atriz, Moll possivelmente conheceu o rei Carlos II em um teatro em 1667, e logo tornou-se sua amante. Como amante, ela teria ostentado a riqueza que adquiriu de sua associação com Carlos e ganhou uma reputação de vulgaridade e ganância. Ela e o rei tiveram uma filha, Maria Tudor, Condessa de Derwentwater. | [ 65 ]                      |
| Nell Gwyn            |        | Atriz e celebridade durante a Restauração. Nell Gwyn chegou a ser elogiada por Samuel Pepys por suas performances cômicas e foi considerada uma personificação viva do espírito da Restauração da Inglaterra e passou a ser considerada uma heroína popular. O caso de amor entre o rei e Gwyn supostamente começou em abril de 1668. Gwyn estava assistindo a uma apresentação no teatro em Lincoln's Inn Fields e no camarote ao lado estava o rei, que, segundo relatos, estava mais interessado em flertar com Gwyn do que assistir à peça. Ela e Carlos II tiveram dois filhos, entre eles Carlos Beauclerk, 1.º Duque de St Albans; atavés dele Nell é uma ancestral de Diana, Princesa de Gales. | [ 66 ]                      |
| Mary Sackville       |        | Cortesã inglesa, foi amante de Carlos II e o rei recompensou-a com concessões de terras, o palácio Somerset House e uma pensão estatal. Após a morte da esposa do irmão do rei Jaime, duque de Iorque, Ana Hyde, Mary foi brevemente considerada como uma possível noiva para o duque viúvo. | [ 67 ] [ 68 ] [ 69 ] [ 70 ] |
| Louise de Kérouaille |        | De Kéroualle conheceu o rei Carlos II em 1660, enquanto era dama de honra da irmã dele, Henriqueta Ana, duquesa de Orléans – representando o rei Luís XIV da França numa missão diplomática a Inglaterra. A morte repentina de Henriqueta deixou-a desamparada, mas Carlos II nomeou-a como dama de companhia de sua própria esposa, Catarina de Bragança, e pouco depois fez dela sua amante. Ao contrário da amante anterior de Carlos, Barbara Villers, que havia insultado abertamente a rainha, de Kéroualle teve o cuidado de mostrar-lhe todo o respeito e a relação entre as duas mulheres foi ao menos amigável. No entanto, de Kéroualle era muito impopular na corte inglesa, pois os cortesãos consideravam-na uma espiã francesa plantada por Luís XIV. De Kéroualle e Carlos II tiveram um filho, Carlos Lennox, 1.º Duque de Richmond; através dele ela é uma ancestral de Diana, Princesa de Gales, que foi casada com Charles, Príncipe de Gales; Camilla Shand, esposa atual de Charles III, e Sara, Duquesa de Iorque, ex-esposa de André, Duque de Iorque. | [ 71 ]                      |

### Jaime II de Inglaterra
| Nome               | Imagem | Nota | Referência           |
| ------------------ | ------ | --- | -------------------- |
| Ana Hyde           |        | Plebeia, filha de pai advogado, ela casou-se com Jaime, ainda duque de Iorque, em 1660 depois de engravidar, porém afirma-se que ele havia prometido se casar com ela um ano antes. Os dois se conheceram pela primeira vez nos Países Baixos enquanto Ana era criada de Ana, Princesa Real e irmã do duque. O casamento foi considerado dinástico e Ana recebeu o título de "Duquesa de Iorque"; ela foi mãe das rainhas Maria II de Inglaterra e Ana da Grã-Bretanha. | [ 72 ] [ 73 ] [ 74 ] |
| Arabella Churchill |        | Churchill iniciou um relacionamento com Jaime, então duque de Iorque, por volta de 1665, enquanto ainda era casado com Ana Hyde. Ela tornou-se dama de honra da duquesa de Iorque naquele mesmo ano e deu à luz dois filhos durante a vida de Ana. Ela continuou com Jaime após seu segundo casamento com Maria de Módena em 1673, mantendo um relacionamento de dez anos durante o que lhe deu quatro filhos. Arabella é, através da filha Henrietta, ancestral dos condes Spencer (e, portanto, de Diana, Princesa de Gales) e, através de Jaime, dos duques de Berwick, o mais tarde duques de Alba e de Cayetana Fitz-James Stuart, 18.ª Duquesa de Alba, a pessoa com os títulos mais nobres do mundo. | [ 75 ]               |
| Margaret Denham    |        | Casada com o político e poeta John Denham, Lady Margaret foi amante do futuro rei Jaime II enquanto ele ainda era "Duque de Iorque". Envergonhado do caso da esposa com o duque, seu marido supostamente envenenou-a. Outros suspeitos incluíam o próprio duque, sua esposa a duquesa de Iorque e a cunhada de Jaime, Henrietta Hyde. Após a morte de Lady Margaret, Jaime chegou a declarar que nunca mais reconheceria publicamente outra amante. | [ 76 ] [ 77 ]        |
| Catherine Sedley   |        | Catherine trabalhava para Maria de Módena, a quem servia como sua dama de honra e que recentemente se casara com o herdeiro do trono inglês, Jaime, duque de Iorque, após a morte de sua primeira esposa, Ana Hyde. Os dois começaram a ter um caso. Catherine recebeu os títulos de "Condessa de Dorchester" e "Baronesa de Darlington" quando da ascensão do duque ao trono como rei Jaime II. | [ 75 ]               |

### Guilherme III de Inglaterra
| Nome                    | Imagem | Nota | Referência           |
| ----------------------- | ------ | --- | -------------------- |
| Elizabeth Hamilton      |        | Foi uma cortesã inglesa da família Villiers, e uma amante de Guilherme III, a partir de 1680 até 1695. Era uma dama de companhia de sua esposa e co-monarca, rainha Maria II. | [ 78 ] [ 79 ] [ 80 ] |
| William Bentinck        |        | A relação entre o rei e Bentinck é controversa. Biógrafos modernos do rei ainda discordam entre si sobre o caráter sexual da relação, com muitos afirmando que eram apenas fábulas das imaginações de seus inimigos, enquanto outros sugerem que poderia existir certa verdade nos rumores. Sabe-se, no entanto, que William ficou muito enciumado com a crescente influência de outro holandês, Arnold van Keppel, e, em 1699, renunciou a todos os seus cargos na casa real. Ele não perdeu a estima do rei, que continuou a confiar e a empregá-lo. Portland foi muito bem recompensado, e isso, junto com o ciúme sentido por ele como estrangeiro, o tornou muito impopular na Inglaterra. | [ 81 ] [ 82 ] [ 83 ] |
| Arnold Joost van Keppel |        | Bonito e atraente, rivalizava com William Bentinck, possuía plena confiança de Guilherme, e acompanhava-o por toda parte. A revolta de Bentinck foi tão evidente que os fofoqueiros da corte não tardaram em apelidá-lo de “velho cornudo”. É ancestral da rainha Camilla do Reino Unido. | [ 84 ] [ 85 ]        |

- Continua com Amantes da realeza britânica